# Dailodontus
Dailodontus es un  género de coleópteros adéfagos de la familia Carabidae.

## Especies
Comprende las siguientes especies:
- Dailodontus cayennensis (Dejean, 1826)
- Dailodontus clandestinus (Klug, 1834)